# Simone Murphy
Simone Murphy (nacida el 29 de julio de 1993) es una músico y exmodelo escocesa. Nacida en Edimburgo, comenzó a modelar a los dos años, antes de organizar varios eventos mientras estaba en la Universidad de Edimburgo; después de mudarse a Londres, fue descubierta mientras trabajaba en Harvey Nichols, y más tarde se postuló para el ciclo 11 de Britain's Next Top Model, en el que quedó en quinto lugar. Se diversificó como DJ durante la pandemia de COVID-19 en el Reino Unido y lanzó un remix de «Say Yes to Heaven» de Lana Del Rey y varias composiciones originales bajo el nombre de Sim0ne.

## Biografía

### Primeros años yBritain's Next Top Model
Murphy nació el 29 de julio de 1993, en Edimburgo, Escocia, y asistió a George Heriot's School. Su padre era fotógrafo y su primer trabajo como modelo fue en la revista de moda The Scotsman cuando tenía dos años. Cuando era adolescente, modeló para marcas de ropa locales. Ella leyó Humanidades y Ciencias Sociales en la Universidad de Edimburgo, tiempo durante el cual trabajó como gerente de eventos y dirigió noches de club, y pasó tiempo en la puerta de Fly Club y ayudó a establecer Fly Festival. Su primer trabajo en la industria de la moda fue en Hollister Co. cuando tenía diecinueve años, del que abandonó después de tres semanas. Después de graduarse en 2014, se mudó a Londres y ocupó un puesto en el tercer piso de Harvey Nichols, donde fue descubierta como modelo a los 21 años; posteriormente trabajó en la industria hotelera y de eventos.
En 2016, aprovechó una hora libre para postularse para el undécimo ciclo de Britain's Next Top Model de Lifetime, un derivado local de la serie estadounidense America's Next Top Model. En ese momento, ella había firmado con una agencia en Mánchester, habiéndose mudado a ellos desde una agencia en Glasgow, con el argumento de que Mánchester era una ciudad más grande y que había más trabajo disponible allí. Su participación se anunció a principios de 2017, momento en el que había pasado los tres veranos anteriores trabajando en Ibiza. Murphy, la única escocesa en la alineación, abandonó la competencia durante el episodio ocho después de terminar entre las dos últimas, finalmente terminó en quinto lugar. Más tarde ese año, fue nominada como la vegana más popular de PETA Reino Unido, habiendo adoptado este estilo de vida después de quedar horrorizada por un clip en las redes sociales que exploraba un criadero de pollos. Más tarde modeló para Karl Lagerfeld y apareció en vídeos musicales de The 1975.

### Música y presentación
Murphy pasó los primeros cuatro meses de la pandemia en Bali, se mudó allí con un novio justo antes de los confinamientos y firmó con una agencia en Sídney con la intención de viajar. Después de regresar a Escocia, rompió con su novio a través de FaceTime y, después de encontrar dificultades en Escocia, se mudó a Londres con un amigo. Durante la pandemia, el trabajo como modelo se agotó y Murphy se dio cuenta de que quería hacer música, por lo que pasó el encierro aprendiendo por sí misma;y abandonó la industria del modelaje después de encontrar el éxito como DJ. Le dijo a Yazzi Gokcemen de Notion en febrero de 2024 que estaba orgullosa de poder retirarse de la industria en sus términos, debido a la práctica de la industria de jubilar a modelos.
En 2022, después de ser descubierta a través de su TikTok, presentó PGTV, un programa musical producido conjuntamente por Pure Groove, una tienda de música independiente en Londres, y Locked On Recordings, un sello discográfico; Por esta época, tocó en Snowbombing en Austria. Su primer lanzamiento fue un remix de «Say Yes to Heaven» de Lana Del Rey, que se emitió en SoundCloud en 2023 y se estrenó en HÖR Berlín. Por esta época, comenzó una residencia en Rinse FM, y ese otoño lanzó Club Zer0, un club nocturno. Después de ser nombrada Future Star de BBC1 de 2024, lanzó «Halo», una colaboración con Remedy Club, y luego, ese mismo año, lanzó «Work It», una combinación de techno y trance.

## Vida personal y arte
Murphy es disléxica y tiene trastorno por déficit de atención con hiperactividad. Vivía en Camden Town a la fecha de 2022. Pasó un tiempo en Hinge en 2022 después de una larga pausa en las citas después de salir con gente de la industria del modelaje. En abril de 2023, Megan Wallace de Planet Woo señaló que tenía más de 120 000 seguidores en Instagram, y su contenido en las redes sociales incluía videos humorísticos, looks de modelaje y defensa «de las cuestiones políticas apremiantes del momento, desde las injusticias de la austeridad del Partido Conservador, a la necesidad de defender los derechos trans en medio de un contexto de odio y discriminación cada vez más abiertos».
En marzo de 2017, The Scotsman informó que Murphy se había descrito a sí misma como influenciada por el movimiento flower power. En abril de 2022, le dijo a Mixmag que muchos de los DJ a los que admiraba estaban tanto en el mundo de la música como en el de la moda, con Peggy Gou comenzando en la moda y Virgil Abloh y Dimitri de París comenzando mezclando para los desfiles de Chanel. En julio de 2022, le dijo a Gay Times que Peggy Gou la inspiró para convertirse en DJ y que se inspiró en las elecciones de moda de Alexa Chung y en la forma en que Jameela Jamil «utiliza su plataforma y su voz para defender lo que cree que es correcto».
En abril de 2022, Becky Buckle de Mixmag escribió que un día normal para Murphy implicaba «tocar mezclas de íconos del camp como Kylie, Lady Gaga y Charli XCX mientras vestía Fiorucci de pies a cabeza». Yazzi Gokcemen utilizó una entrevista de Notion de febrero de 2024 para señalar que sus sets «se extendían por techno, hard house, trance y otros géneros trepidantes», que Murphy explicó que estaban hechos por el deseo de hacer que los apostadores se movieran; AGZ de Guettapen escribió en enero de 2024 que sus sets se inspiraron en el hyperpop, el hard house y el trance, mientras que Laviea Thomas de Skiddle describió un set del Día Internacional de la Mujer de 2024 en The Thekla en Bristol como una «mezcla de la corriente principal de éxitos del pop, clásicos de club y mucha espontaneidad».